# Manfred Geis
Pour les articles homonymes, voir Geis (homonymie).
Manfred Geis (27 décembre 1949)  à Ellerstadt) est un homme politique de la SPD.  Depuis 1998 il est membre du parlement régional de Rheinland-Pfalz (Rhénanie-Palatinat). Il est l'élu direct du Wahlkreis Bad Dürkheim.